# Carta de franquesa
La carta de franquesa és un privilegi concedit als habitants d'una població o d'un territori. Les cartes de franquesa eren destinades a afavorir el poblament d'un indret o bé a evitar-ne l'emigració dels seus pobladors. S'establien les obligacions privilegiades dels habitants -que hi vivien o que hi podien viure en el futur- envers el senyor i les competències administratives o judicials que podien tindre. Trobem les primeres cartes de franquesa a l'època carolíngia (en relació amb Cardona, el Montmell, Ribes, etc.). Tanmateix, la major part foren concedides a l'edat mitjana central, en especial arran de la conquesta de la Catalunya Nova.